# 捷克國家男子手球隊
捷克國家男子手球隊是捷克的國家男子手球隊，由捷克手球聯盟（ČSH）管理。1990年代中期是捷克手球最強的時期，曾在歐洲手球錦標賽上獲得第6位。在2015年的世界手球錦標賽上，捷克獲得第17位。2014年的歐洲手球錦標賽上捷克則獲得第15位。